# Julio Gervacio
Julio Gervacio est un boxeur dominicain né le 17 octobre 1967 à La Romana.

## Carrière
Passé professionnel en 1985, il devient champion du monde des super-coqs WBA le 28 novembre 1987 après sa victoire aux points contre Louie Espinoza. Gervacio perd son titre dès le combat suivant face à Bernardo Pinango le 22 février 1988. Il met un terme à sa carrière en 1997 sur un bilan de 30 victoires, 7 défaites et 2 matchs nuls.